# Hervé Dagorne
Hervé Dagorne (L'Haÿ-les-Roses, 30 de gener de 1967) va ser un ciclista francès, que s'especialitzà en el ciclisme en pista. Un cop retirat ha dirigit l'equip nacional de l'especialitat.
Com a corredor va participar en dues edicions dels Jocs Olímpics.